# Mohammed Harbi
Mohammed Harbi, né le 16 juin 1933 à El Harrouch près de Skikda, est un ancien haut fonctionnaire, historien et universitaire algérien, spécialiste de la vie politique et de l'histoire de l'Algérie, ancien membre du FLN.

## Biographie
Mohamed Harbi fait son cycle d'études primaires à El Harrouch, puis rejoint le collège Luciani de Skikda jusqu’en première, puis au collège Sainte-Barbe à Paris, dans la filière philo où il décroche son bac en 1950 et entame une licence d’histoire.
Durant la guerre d'Algérie, Mohammed Harbi exerce d'importantes responsabilités au sein du FLN, notamment comme ambassadeur en Guinée (1960-1961) puis secrétaire général du ministère des Affaires étrangères (de septembre 1961 à septembre 1962). Il devient  membre de l'Union générale des étudiants musulmans algériens en 1956. Il a participé aux premières négociations des accords d'Évian. Il est notamment le contact entre le FLN et le Parti communiste internationaliste (PCI, trotskiste pabliste).
Il fut un collaborateur du vice-président du GPRA, Krim Belkacem.
Conseiller d'Ahmed Ben Bella, il est emprisonné en 1965 après le coup d'État de Houari Boumédiène jusqu'en 1968. En 1971, il est mis en résidence surveillée et interdit de séjour dans les grandes villes. Il s'évade et rejoint la France en 1973.

Il est l'un des premiers historiens à décrire le fonctionnement du FLN de l'intérieur dans son livre Aux origines du FLN. Le populisme révolutionnaire en Algérie (1975). Il y dévoile notamment le fossé entre les idéaux de certains de ses membres et les méthodes adoptées par le parti nationaliste : 

« Nos idéaux étaient en contradiction avec les moyens qu’imposaient nos dirigeants pour les faire triompher. Libertaire de conviction, […] je me retrouvais dans une organisation où l’autoritarisme plébéien inculquait à chacun que le mal se convertit en bien sitôt qu’il se fait au nom de la révolution. Je souffrais du recours à des pratiques telles que l’égorgement, les mutilations (nez ou oreilles coupées) et du discrédit que les tueries faisaient peser sur nous…. »

Il devient enseignant de sociologie et d'histoire à l’université Paris-VIII (1975-1978), à l'université Paris-Descartes (1976-1980) et à l'université Paris-VII (1985-1989). Il est maître de conférences puis professeur à l'université Paris-VIII et en est actuellement professeur émérite. Il ne retourne en Algérie qu'en 1991.
Mohammed Harbi est l'auteur de nombreux ouvrages de référence sur l'histoire de la révolution algérienne. Il est membre du comité de parrainage du tribunal Russell sur la Palestine, dont les travaux ont commencé le 4 mars 2009.

## Publications
- L'autogestion en Algérie : une autre révolution (1962-1965), (présentation Robi Morder, Irène Paillard) Syllepse, 2022.
- Le FLN : Documents et histoire, 1954-1962, (en collaboration avec Gilbert Meynier) Fayard, 2004.
- La Guerre d'Algérie, 2004 (en collaboration avec Benjamin Stora).
- Une vie debout : mémoires, 2001.
- L'Algérie et son destin. Croyants ou citoyens, 1993.
- L'Islamisme dans tous ses états (dir.), 1991.
- 1954 : la guerre commence en Algérie, Bruxelles, Complexe, coll. « La Mémoire du peuple » (no 36), 1984, 209 p. (ISBN 2-87027-144-1, présentation en ligne).
- Le FLN, mirage et réalité des origines à la prise du pouvoir (1945-1962), éditions Jeune Afrique, 1980.
- Les Archives de la révolution algérienne, 1981.
- Aux origines du FLN. Le populisme révolutionnaire en Algérie, 1975.
- Avec Sylvain Pattieu, Les Camarades des frères : trotskistes et libertaires dans la guerre d'Algérie, Syllepse, 2002, 2018  (ISBN 2-913165-82-6).

### Autres
- François Cerutti, D'Alger à Mai 68 : mes années de révolution, Spartacus, 2010, avant-propos de Mohammed Harbi[7].
- Bernard Richard et Robi Morder, Mohammed Harbi : Mémoires filmés, Le Carnet rouge, 2021. Sommaire des 23 vidéos et liens You tube https://www.syllepse.net/syllepse_images/mohamed-harbi--me--moires-filme--s--sommaire.pdf

### Correspondance
- Guy Debord, Correspondance, volume 4, Fayard, 2004 Ce volume contient une lettre amicale de Debord à Harbi datée du 9 décembre 1969.